# 北伊予村
北伊予村（きたいよむら）は、1955年まで愛媛県の伊予郡にあった村であり、現在は同郡松前町の一部となっている。

## 地理

### 位置・地形
現在の松前町の東部一帯。松山平野の南部、重信川下流左岸に位置する。北は重信川を境として石井村（現在の松山市の一部）に、南は南伊予村（現在の伊予市の一部）とに接する農村地帯である。
地形は平坦である。
河川
- 重信川、大谷川、長尾谷川

### 村名の由来
村名の由来は、伊予神社を中心とした「伊予」の北の側の地という意味である。同時に北伊予村に南に接する地域は南伊予村（現在の伊予市の東端部）と呼ばれていた。「北伊予」は小学校・中学校の名称として現在も用いられているほか、行政においても北伊予地区を用いるなど、当地区に暮らす人々の生活や意識に現在でも定着している。なお、南伊予は学校の名称としては残っていない（伊予小学校・伊予中学校）ものの、同様に地域住民には「南伊予」も広く用いられている。

### 地域
旧村がそのまま9つの大字として引き継がれ、昭和の大合併により松前町の一部となってからも同様。
徳丸（とくまる）、中川原（なかがわら）、出作（しゅっさく）、神崎（かんざき）、鶴吉（つるよし）、横田（よこた）、大溝（おおみぞ）、永田（ながた）、東古泉（ひがしこいずみ）

## 歴史
藩政期
- 松山藩に属する。

明治以降
- 1889年（明治22年） - 成立。
- 1890年（明治23年） - 北伊予小学校成立。
- 1930年（昭和5年） - 国鉄北伊予駅開業。
- 1931年（昭和6年） - 中川原橋完成。
- 1938年（昭和13年） - 役場新築。
- 1950年（昭和25年） - 北伊予中学校の校舎増築。
- 1955年（昭和30年） - 松前町・岡田村と合併、松前町となる。

```
北伊予村の系譜
（町村制実施以前の村）
鶴吉　　━━┓
横田　　━━┃
徳丸　　━━┃
出作　　━━┃
中川原　━━╋━ 北伊予村 ━━━━┓
大溝　　━━┃  　　　　　　　　　┃
永田　　━━┃  　　　　　　　　　┃　（昭和30年3月31日合併）
東古泉　━━┃  　　　　　　　　　┃━━　松前町　━━　現在に至る
神崎　　━━┛  　　　　　　　　　┃
　　　　　　　　松前町━━━━━━┃
　　　　　　　　岡田村━━━━━━┛

```

昭和30年の合併以降は変動なし。明治の旧村は現在の大字となっている。

## 行政
役場
大字神崎におかれていた。昭和の合併により（新）松前町になってもしばらくの間は支所がおかれた。現在は、町立東公民館が設置されている。

## 産業
米作を中心とした純農村であった。

## 教育
学校
- 神崎小学校、明治23年に北伊予小学校と改称。現在の松前町立北伊予小学校
- 北伊予中学校（新制）- 現在の松前町立北伊予中学校

## 交通

### 鉄道
- 国鉄予讃線北伊予駅 - 昭和5年設置、予讃線の南郡中までの延長に伴うもの。
伊予横田駅は松前町になってから設置。

## 出身・ゆかりのある人物
- 武市庫太（衆議院議員）[1]